# Cuatro rosas
«Cuatro rosas» es una canción del grupo español Gabinete Caligari, incluida en su álbum de estudio homónimo, publicado en 1984.

## Descripción
Una de las canciones más importantes de la banda y su primer gran éxito tanto comercial como de crítica, desde la que se ha llegado a señalar que forma parte de la historia de la música. En la interpretación instrumental de la canción, al trío original, se unieron Ulises Montero, al saxofón, Teresa Verdera al clavicordio y Luis Medrano al fiscorno.
El tema ha sido clasificado por la revista Rolling Stone en el número 16 de las 200 mejores canciones del pop rock español, según el ranking publicado en 2010.
Dedicada a Janis Joplin, según se ha indicado, gran bebedora de bourbon de precisamente la marca Four Roses (Cuatro Rosas en castellano).
La canción se editó como disco sencillo, contando en su cara B con el tema Más dura será la caída.
El tema está además incluido en el álbum recopilatorio La culpa fue de Gabinete (2004). Jaime Urrutia además, incluyó el tema en su segundo proyecto al margen de la banda, el álbum titulado En Joy (2007) interpretándolo en colaboración con Pereza.
El videoclip de la canción fue producido por el programa de TVE La bola de cristal, que lo estrenó.
En 1987 los componentes del grupo abrieron un bar en una zona céntrica de la ciudad de Madrid, al que llamaron, precisamente, Cuatro Rosas.